# Вади-Фера
Вади-Фера (фр. Wadi (Ouaddi) Fira, араб. وادي فيرا‎) — регион в Республике Чад. Название происходит от основной пересыхающей реки региона (вади) — Фера. Административный центр — город Бильтин. Площадь — 51 000 км², население — 494 933 человек (2010 год).
В результате вооружённого конфликта в соседней суданской провинции Дарфур в регионе Вади-Фера в настоящее время находятся десятки тысяч беженцев из Судана.

## География
Регион Вади-Фера находится в восточной части Чада и территориально соответствует бывшей префектуре Бильтин. На севере граничит с регионами Эннеди и Борку, на западе с регионом Батха, на юге с регионом Ваддай. Восточная граница Вади-Фера является также государственной границей между Чадом и Суданом (штат Западный Дарфур).

## Административное деление
В административном отношении Вади Фира подразделяется на 4 департамента: Бильтин (состоит из 4 подпрефектур: Бильтин, Ам-Зоэр, Арада и Мата), Дар-Тама (3 подпрефектуры: Гереда, Колонга и Серим-Бирке), Ириба (5 подпрефектур: Дугуба, Ириба, Майба, Тине-Джагараба, Урба) и Мегри (6 подпрефектур:  Ви, Магребе, Матаджене, Нана, Трунга, Урда).